# ハッサン・エル・ファキリ
ハッサン・エル・ファキリ（アラビア語: حسن الفكيري, ラテン文字転写: Hassan El Fakiri、1977年4月18日 - ）は、ノルウェーとモロッコの元サッカー選手。ポジションはディフェンダー、ミッドフィールダー。

## クラブ経歴
モロッコのタンサマーヌで生まれ、ノルウェーのオスロを本拠地とするFKリンでキャリアをスタートさせた。1995年5月28日、ローカルライバルのスケイド戦でデビューを果たした。2000年にはSKブランに移籍したが、すぐにリーグ・アンのASモナコのスカウトが彼を発見した。ブランは深刻な財政難のため、リーグ戦デビューをしていなかった彼をモナコに売却しなければならなかった。移籍期間が始まってクラブを去る前にリーグ戦9試合に出場し、2得点を決めた。
モナコ加入後はノルウェーのリンとローゼンボリBKにレンタル移籍した。しかし2002-03シーズンになるとモナコのディディエ・デシャン監督によって右サイドバックのポジションで起用されるようになり、クープ・ドゥ・ラ・リーグ優勝に貢献した。2003-04シーズンにはUEFAチャンピオンズリーグ決勝のFCポルト戦でベンチ入りした。
2005年に契約満了でモナコを退団すると、ブンデスリーガのボルシア・メンヒェングラートバッハにフリー移籍した。ボルシアMGでは本職のミッドフィールダーとして、2005-06シーズンのブンデスリーガ10位に貢献したが、2006-07シーズンの最終節でVfBシュトゥットガルトにホームで0-1と敗れ降格が決定した。シーズン終了後に契約満了となると、ブランに7年ぶりの復帰を果たした。加入1年目の2007シーズンにはクラブにとって44年ぶりのティッペリーガエン優勝メンバーになった。

## 代表経歴
ノルウェー代表では8試合に出場した。